# Alt Tellin
Alt Tellin is een gemeente in de Duitse deelstaat Mecklenburg-Voor-Pommeren, en maakt deel uit van het Amt Jarmen-Tutow in de Landkreis Vorpommern-Greifswald. Alt Tellin telt 407 inwoners.
Alt Tellin wordt bestuurd vanuit het stadhuis te Jarmen.  
De belangrijkste hoofdwegen in de omgeving zijn de Bundesstraße 110 en de Autobahn A 20, die elkaar ongeveer 15 km ten noordoosten van Alt Tellin, bij Jarmen, kruisen op afrit 28 van de A 20. Alt Tellin en Broock liggen aan het riviertje de Tollense. 
Openbaar vervoer is in de gemeente Alt Tellin van geen betekenis. Sportievelingen, die de gemeente willen bezoeken, nemen de trein naar Demmin en fietsen dan 20 km zuidoostwaarts door het Tollense-dal naar Alt Tellin toe.

## Plaatsen in de gemeente
- Alt Tellin
- Broock
- Buchholz
- Hohenbüssow
- Neu Buchholz
- Neu Tellin
- Siedenbüssow

## Geschiedenis

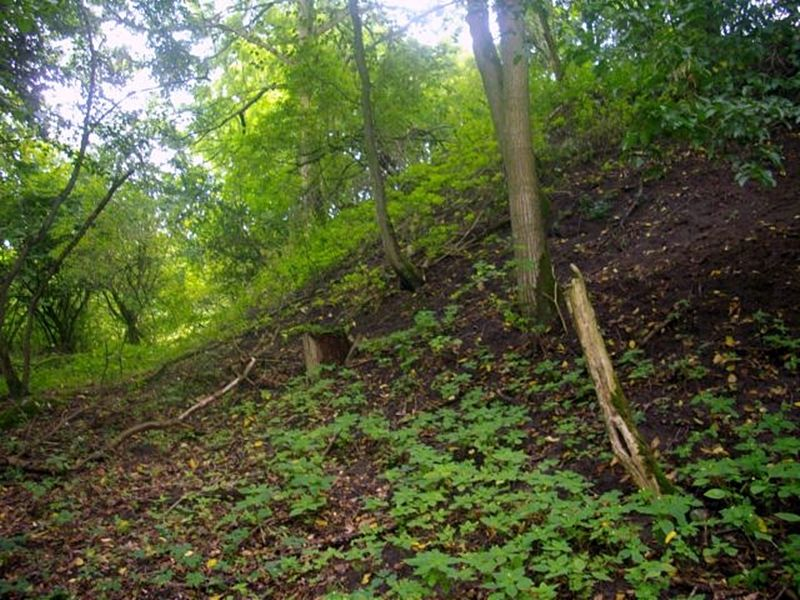
Ringwal
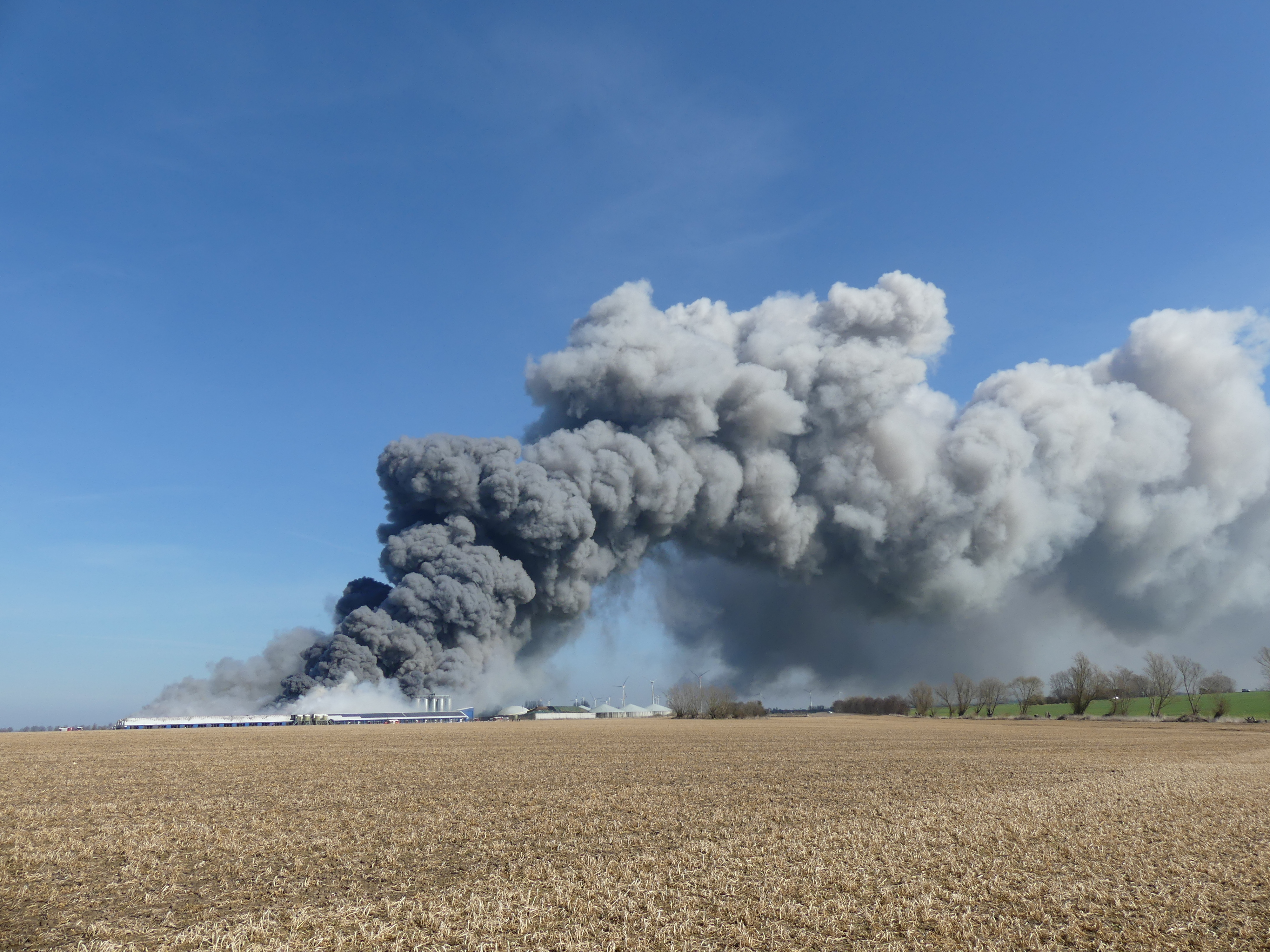
Brand 30 maart 2021 in varkens-houderij Alt Tellin
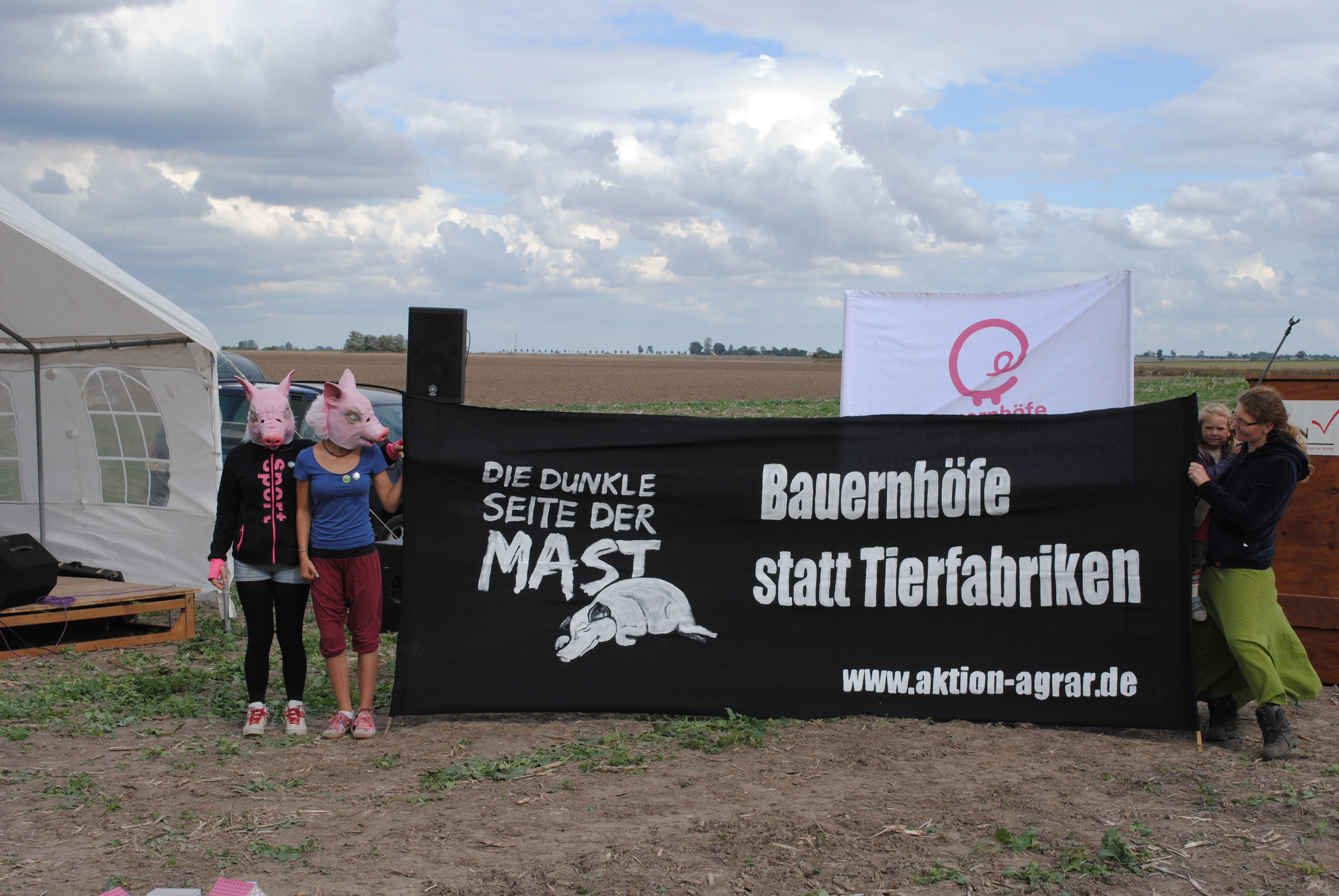
Protestactie dierenrechten-activisten, 2015, Alt Tellin

Op anderhalve kilometer ten zuidoosten van Alt Tellin, aan de rand van een bos, ligt het overblijfsel van een ringwal van omstreeks het jaar 700. Mensen, die tot een Slavisch volk behoorden, hadden deze versterking bij hun nederzetting aangelegd.
Na de Reformatie in de 16e eeuw zijn bijna alle christenen in de streek evangelisch-luthers geworden. Dat geldt ook voor de kerkgebouwen in de gemeente.
Op 30 maart 2021 kwam Alt Tellin in het nieuws, doordat een zeer grote varkenshouderij bij het dorp door brand werd verwoest. Ongeveer vijftigduizend varkens en biggetjes kwamen daarbij om het leven. De varkenshouderij met megastal, eigendom van een bedrijf met de Nederlander Straathof als grootaandeelhouder, was wegens vermeende dierenmishandeling eerder al in opspraak gekomen, en dierenrechtenactivisten hadden tegen de megastal protestacties gevoerd. De stal is na de brand niet meer volgens dezelfde indeling herbouwd, en de fokkerij heeft nadien ook een andere eigenaar gekregen. De oorzaak voor de brand is nooit duidelijk geworden.
Het vervallen landhuis Schloss Broock moet, als de huidige eigenaar daarvoor de financiën rond krijgt, na restauratie een hotel, annex centrum voor muziekfestivals worden (stand van zaken: 2021).

## Markante of bezienswaardige gebouwen

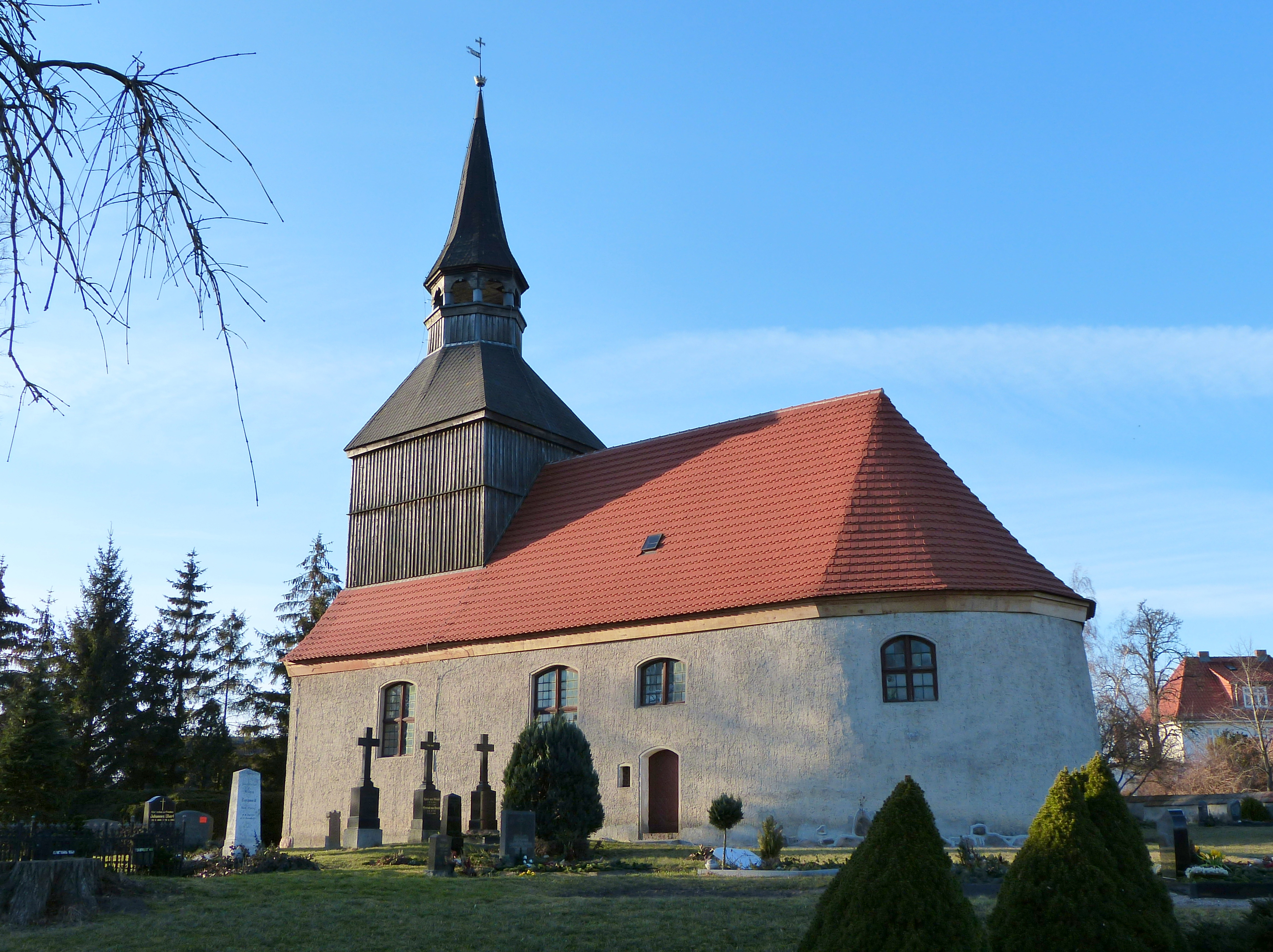
Dorpskerk van Alt Tellin (ca. 1600)
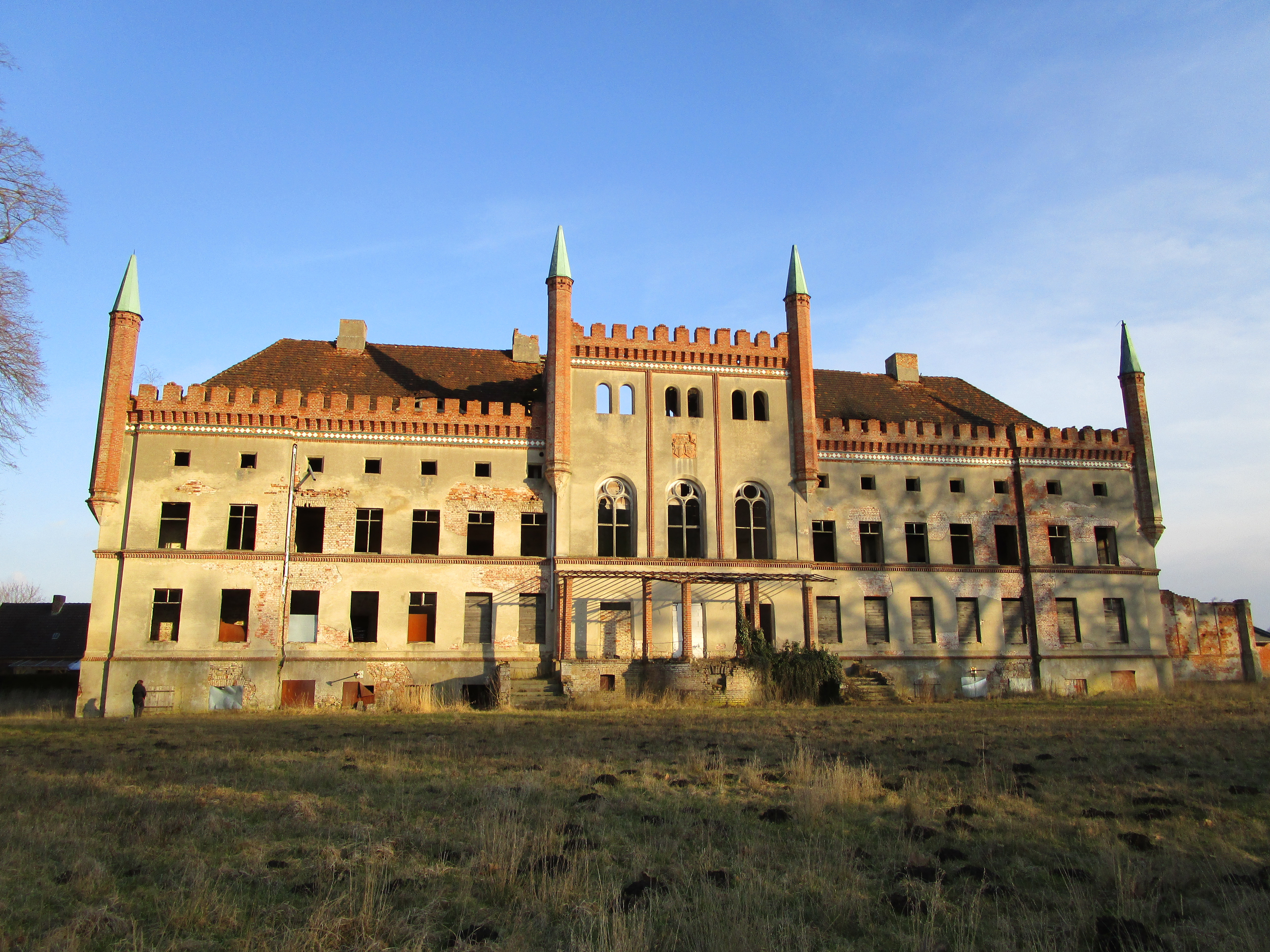
Landhuis „Schloss Broock“ vanuit het westen (bouwjaar 1770; in restauratie)
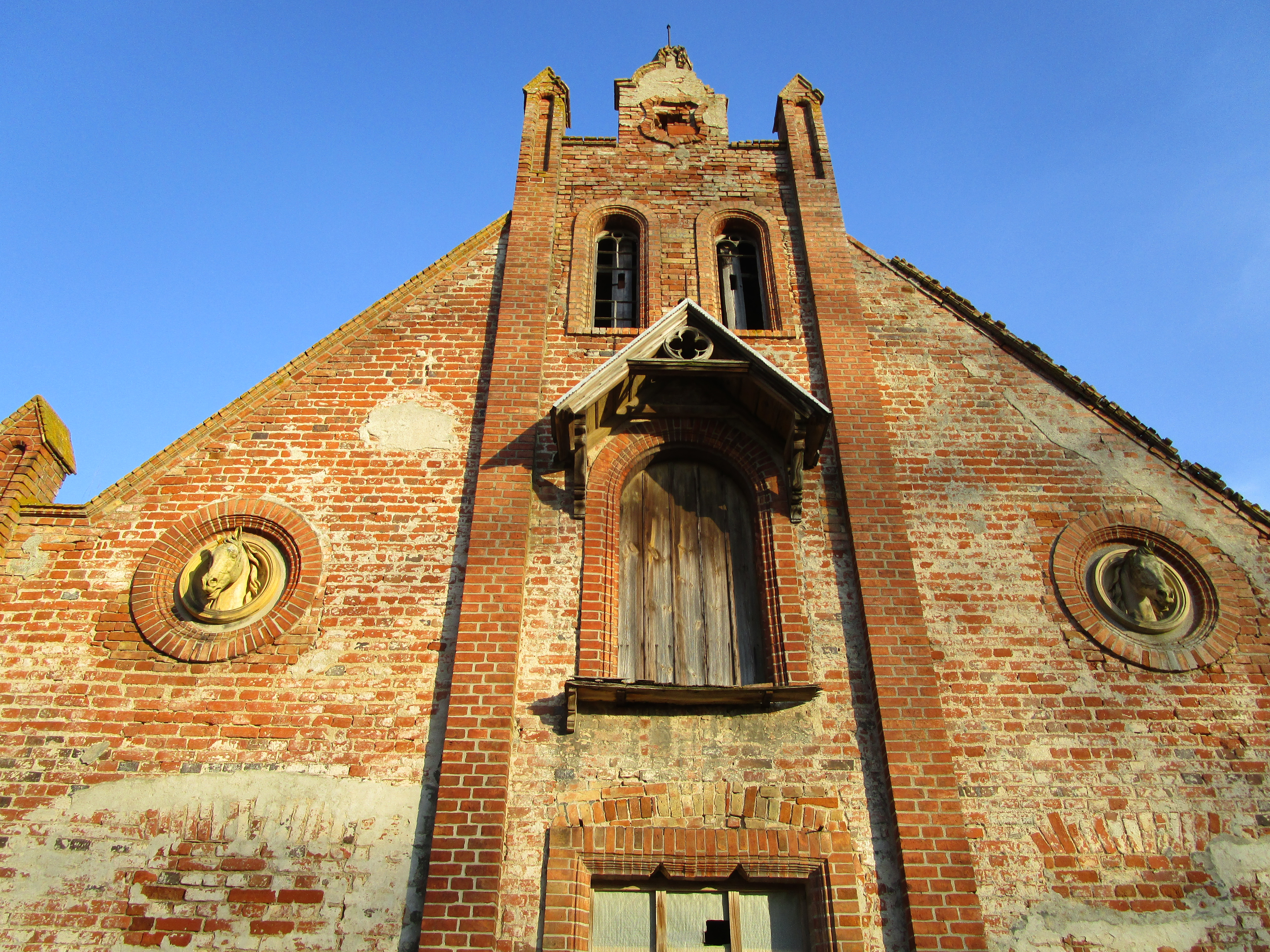
Bijbehorend stallencomplex
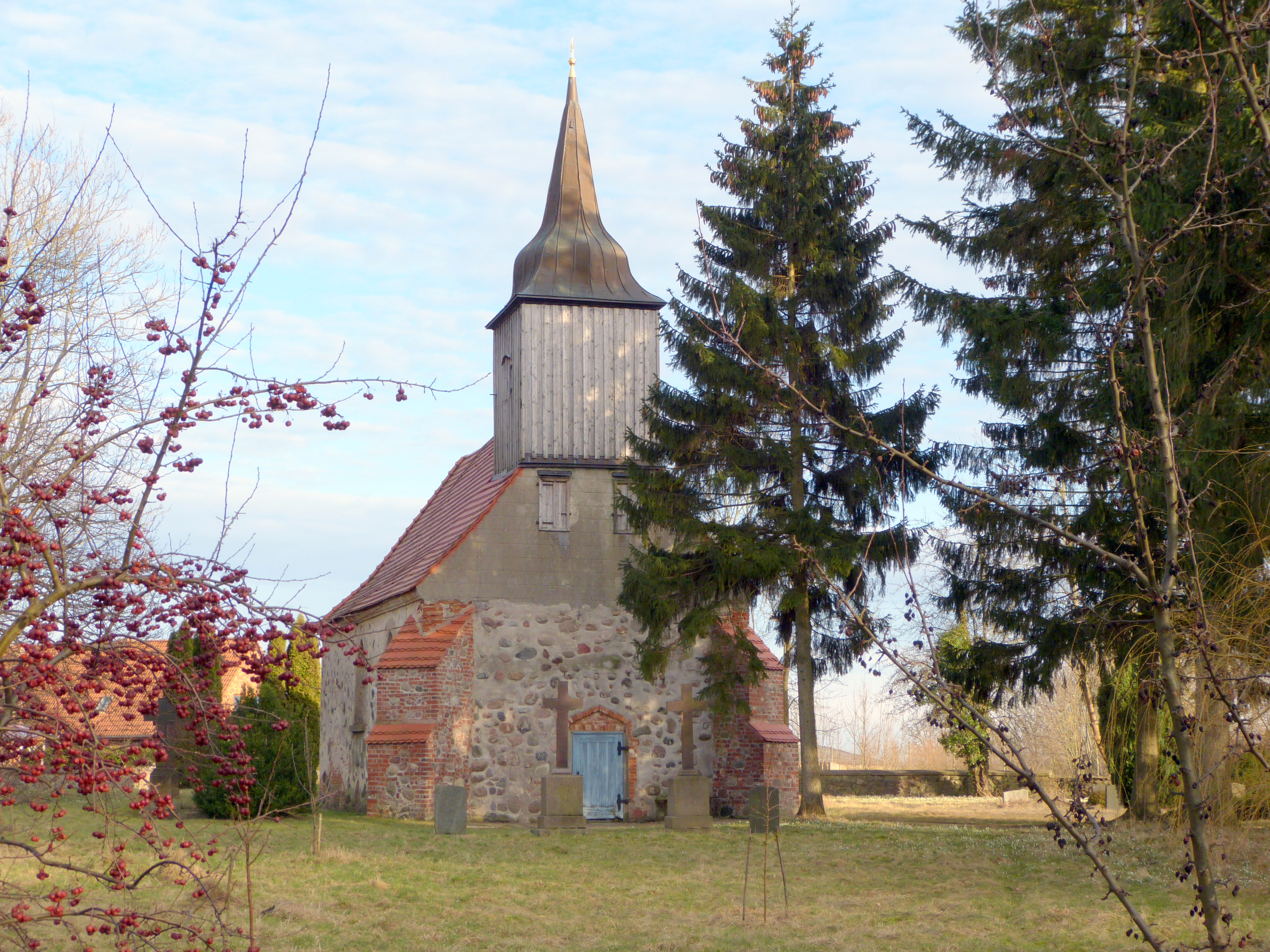
Dorpskerk van Hohenbüssow (16e eeuw)
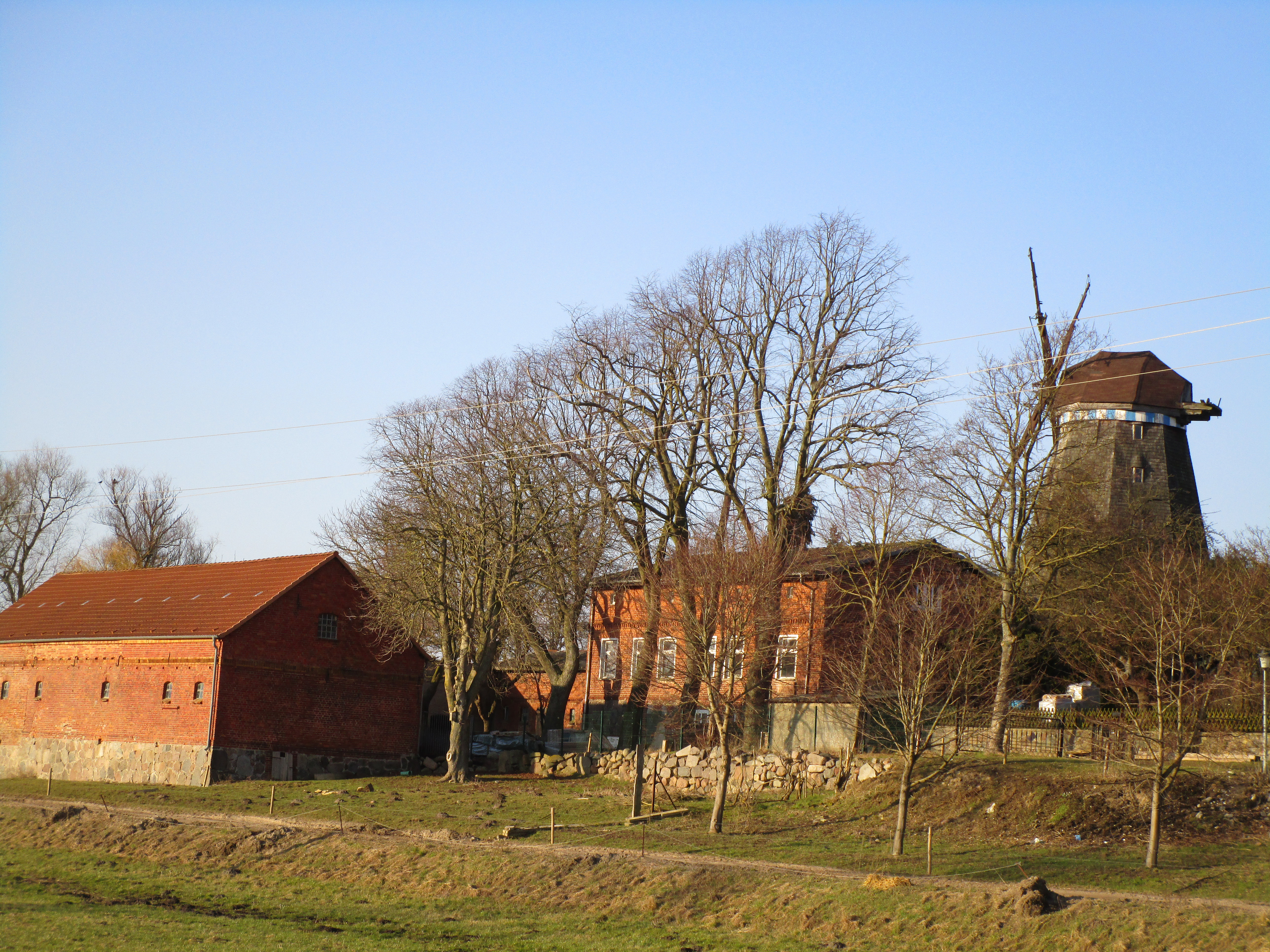
Molenboerderij bij Alt Tellin

Een fanshop van de rockband In Extremo is gevestigd in Siedenbüssow.